# Ruedi Baumann
Ruedi Baumann, né le 11 novembre 1947 à Suberg, est une personnalité politique suisse, membre des Verts et conseiller national pour le canton de Berne de 1991 à 2003.

## Biographie
Ruedi Baumann est né en 1947 comme deuxième des trois enfants des agriculteurs Rudolf Baumann et Lina Röthlisberger à Suberg, dans la commune bernoise de Grossaffoltern.

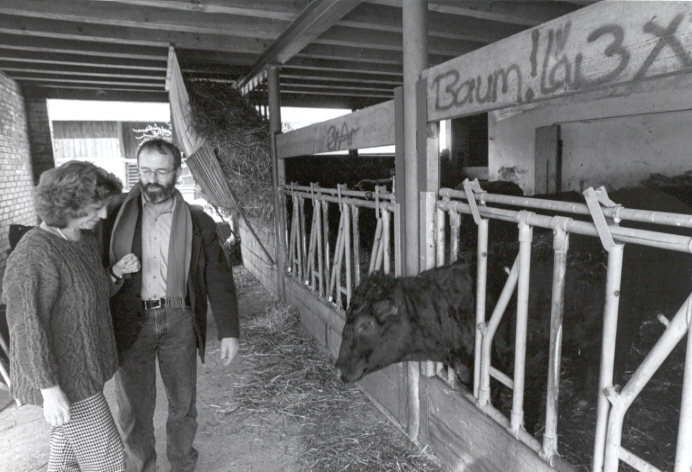
Stephanie et Ruedi Baumann

Entre 1963 et 1965, il accomplit un apprentissage agricole. Pour être en mesure de poursuivre ses études à l'École polytechnique fédérale de Zurich et devenir ingénieur agronome, il suit des cours du soir pour obtenir sa maturité. À partir de 1973, il travaille à la direction de l'agriculture du canton de Berne. Après la mort de son père en 1975, Ruedi Baumann reprend l'exploitation agricole Inselmatt à Suberg comme activité secondaire. En 1983, il quitte son poste de secrétaire à la direction de l'agriculture pour être agriculteur à temps plein.
Il se retire dans une ferme en Gascogne avec son épouse au début des années 2000.
Ruedi Baumann est marié à Stephanie Baumann, également engagée en politique mais au Parti socialiste. Ils ont deux fils, dont le conseiller national Kilian Baumann.

## Carrière politique
Initialement membre de l'Union démocratique du centre, il se voit refuser de figurer sur une liste électorale en raison de l'appartenance de son épouse au Parti socialiste, ce qui le pousse à rejoindre les Verts.
En 1982, il est élu conseiller municipal de Grossaffoltern. En 1986, il entre au Grand Conseil bernois pour la Liste libre.  En 1991, il accède au Conseil national. Stephanie Baumann y entre également en 1994 profitant d'un siège vacant. Les deux époux sont réélus lors des élections de 1995 puis de 1999, devenant le premier couple au sein du Conseil national.
Lorsque Hanspeter Thür se retire de la présidence des Verts en 1997, Ruedi Baumann est élu comme son successeur jusqu'en 2001 lorsqu'il est remplacé par le duo Ruth Genner et Patrice Mugny.
Baumann a exercé une influence significative[réf. nécessaire] sur la politique agricole suisse (paiements directs à l’agriculture écologique). Deux initiatives dites "en faveur des petits paysans"  et trois référendums ont eu lieu durant sa période de politicien actif.

## Publications
- Baumann, Ruedi: Bauernland. Mein Leben. 138 pp. Nagel & Kimche, 2006,  (ISBN 3-312-00376-8)